# Geodätische Saughöhe
Die Geodätische Saughöhe ist bei Pumpen die Höhendifferenz zwischen der Oberfläche des saugseitigen Flüssigkeitsspiegels und der Eintrittsmitte des ersten Laufrads (Pumpeneingang).

## Verwendung
Grundsätzlich kann höher als die jeweilige geodätische Saughöhe auch mit viel Antriebsleistung nicht angesaugt werden. Es würde lediglich über der Flüssigkeitssäule entlüftet, also gasförmige Wassermoleküle abgesaugt und dadurch ein Vakuum erzeugt.
Sind größere Saughöhen zu überwinden, so wird eine Zulieferpumpe verwendet (auch als Zubringerpumpe oder Tiefsauger bezeichnet). Diese baut als Druckpumpe einen Druck auf, der ausreicht, um Wasser zu einer höher stehenden, saugenden Pumpe zu fördern. Es eignen sich besonders Tauchpumpen und Turbotauchpumpen, im Notfall auch Wasserstrahlpumpen.

## Maximale Saughöhe

### Theoretisch
Die theoretisch maximal erreichbare geodätische Saughöhe hängt ab vom Luftdruck (und damit der Höhe des Standortes) und von der Wassertemperatur (Dichte des Mediums). Bei Normaldruck (1013 mbar = 1013 hPa) auf Meereshöhe und 4 °C Wassertemperatur beträgt die maximale geodätische Saughöhe 10,33 m.

#### Herleitung
Die hydrostatische Grundgleichung:
{\displaystyle p_{1}=p_{0}+\rho \cdot g\cdot h}
wird umgestellt nach der Höhe {\displaystyle h}:
{\displaystyle \Rightarrow h={\frac {p_{1}-p_{0}}{\rho \cdot g}}}
mit
- {\displaystyle \rho }: Dichte der Flüssigkeit (hier Wasser)
- {\displaystyle g}: Fallbeschleunigung
- {\displaystyle p_{1}}: Luftdruck, der von außen auf die Flüssigkeitssäule wirkt (an der Oberfläche des saugseitigen Flüssigkeitsspiegels)
- {\displaystyle p_{0}}: Druck durch Ansaugen über dem Medium (in der Mitte des Laufrads / am Pumpeneingang).

Es ergibt sich
{\displaystyle h={\frac {1{,}01325\cdot 10^{5}\,\mathrm {Pa} -0\,\mathrm {Pa} }{1000{\frac {\mathrm {kg} }{\mathrm {m} ^{3}}}\cdot 9{,}81{\frac {\mathrm {m} }{\mathrm {s} ^{2}}}}}=10{,}33\,\mathrm {m} }
In größeren Höhen, bei geringerem Luftdruck {\displaystyle p_{1}}, sinkt die maximale geodätische Saughöhe entsprechend.

### Praktisch erreichbare Saughöhe
In der Praxis wird die maximale Saughöhe durch verschiedene Einflüsse vermindert:
- den Strömungswiderstand in  Saugleitung und Pumpengehäuse,
- die ungleichmäßigen Strömungsverhältnisse im Pumpenmechanismus, welche zu lokal auftretendem Vakuum und Kavitation führen,
- die Temperatur des Mediums, da ein höherer Dampfdruck eine frühere Dampfbildung bewirkt.

Diese Einflüsse führen dazu, dass praktisch mit einer maximalen Saughöhe (manometrischen Saughöhe) von 7 bis 7,50 m zu rechnen ist.
Zu beachten ist die Saughöhe bei allen Pumpen, vor allem bei Kreiselpumpen, da hier schon vor Erreichen einer maximalen Saughöhe Kavitationsprobleme entstehen.